# Resolució 2010 del Consell de Seguretat de les Nacions Unides
La Resolució 2010 del Consell de Seguretat de les Nacions Unides fou adoptada per unanimitat el 30 de setembre de 2011. Després de recordar les resolucions anteriors sobre la situació a Somàlia, i en virtut del Capítol VII de la Carta de les Nacions Unides, el consell autoritza mantenir el desplegament de la Missió de la Unió Africana a Somàlia (AMISOM) fins al 31 d'octubre de 2012, alhora que demana a la Unió Africana que "augmenti amb urgència" el nombre d'efectius a 12.000, expressant la intenció de considerar la necessitat d'ajustar aquest nivell quan l'AMISOM ariribi al seu nivell màxim de tropes.
Alhora, el Consell encoratja a les Nacions Unides a treballar amb la Unió Africana per desenvolupar una força, dins del nivell del mandat de la missió, per tal de proporcionar serveis de seguretat, escorta i protecció al personal internacional.